# Секс-кукла
Секс-кукла — сексуальная игрушка, имитирующая полового партнёра. Имитируют женское или мужское тело человека, но встречаются и образцы, имитирующие тело животного (овца, корова, лошадь).

## Виды кукол

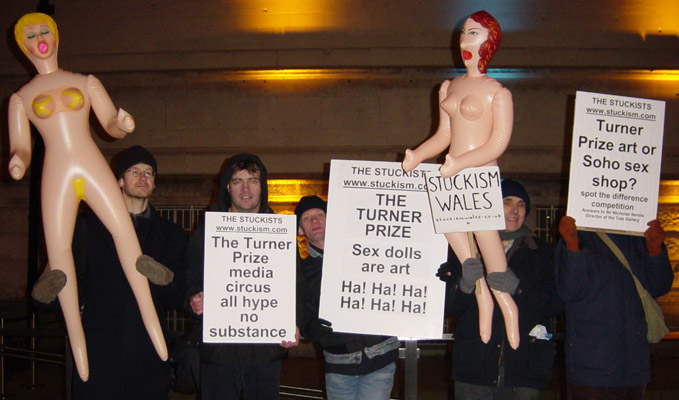
Простые надувные

Самые простые куклы — надувные. Сделаны они, как правило, из винила. Сходство с человеком имеют отдалённое. У таких кукол имеются искусственное влагалище или пенис. Часто они выполнены просто в виде матрасика с нарисованным образом женщины. Встречаются варианты прозрачные, с подсветкой, с возможностью вставки вибратора, а также в виде подобия животных. Основной производитель — КНР, Франция и Германия.
Более сложные куклы сделаны из латекса. У них правдоподобные головы, как у манекенов. Их головы и тела выглядят более правдоподобными, чем у надувных, руки и ноги больше похожи на человеческие. Некоторые модели могут наполняться тёплой водой, для создания большего эффекта подобия человеческого тела. У надувных, латексных и комбинированных кукол недостатком являются малая правдоподобность и непрочность. Кроме того, невозможны многие позы для секса.

реалистичная секс-кукла

Существуют модели, которые изготовляют из силикона. Сходство с человеком у таких кукол может быть почти идеальным. Иногда они изображают реальных людей. У таких кукол есть скелет, сделанный из поливинилхлорида или металла, оснащённый сгибающимися суставами. Такие куклы могут принимать различные позы для совершения половых актов. Они намного тяжелее, чем надувные, их вес сопоставим с весом человека. Кроме того, сочетание металла, пластика, силиконового наполнителя и латекса привело к уязвимости таких кукол. Они легко повреждаются и существуют специальные мастерские для таких кукол. В Японии на базе силиконовых кукол пытаются создать полноценных андроидов и гиноидов, но их основным недостатком является чрезмерный вес, не позволяющий передвигаться иначе, чем в инвалидном кресле. Такая кукла-«ампути» стоит ровно в 2 раза дешевле полного варианта. Основные страны производители — США и Япония.
Существуют куклы, выполненные из различных текстильных материалов, так называемые набивные. Подобные эрзац-любовницы использовались ещё в XV—XVIII веках во Франции и Италии, как тренировочный объект для мальчиков из высшего общества. Современные текстильные куклы делаются в основном из бархатистых материалов, за что и получили прозвище «плюшевых женщин». Пользоваться ими можно только в презервативе, весят они намного меньше силиконовых, что создаёт определённое удобство пользования. Выпускаются набивные куклы с ПВХ — «кожей», но они ещё менее правдоподобны, чем текстильные. Страны-производители — США, Япония и Германия.

## В жизни общества

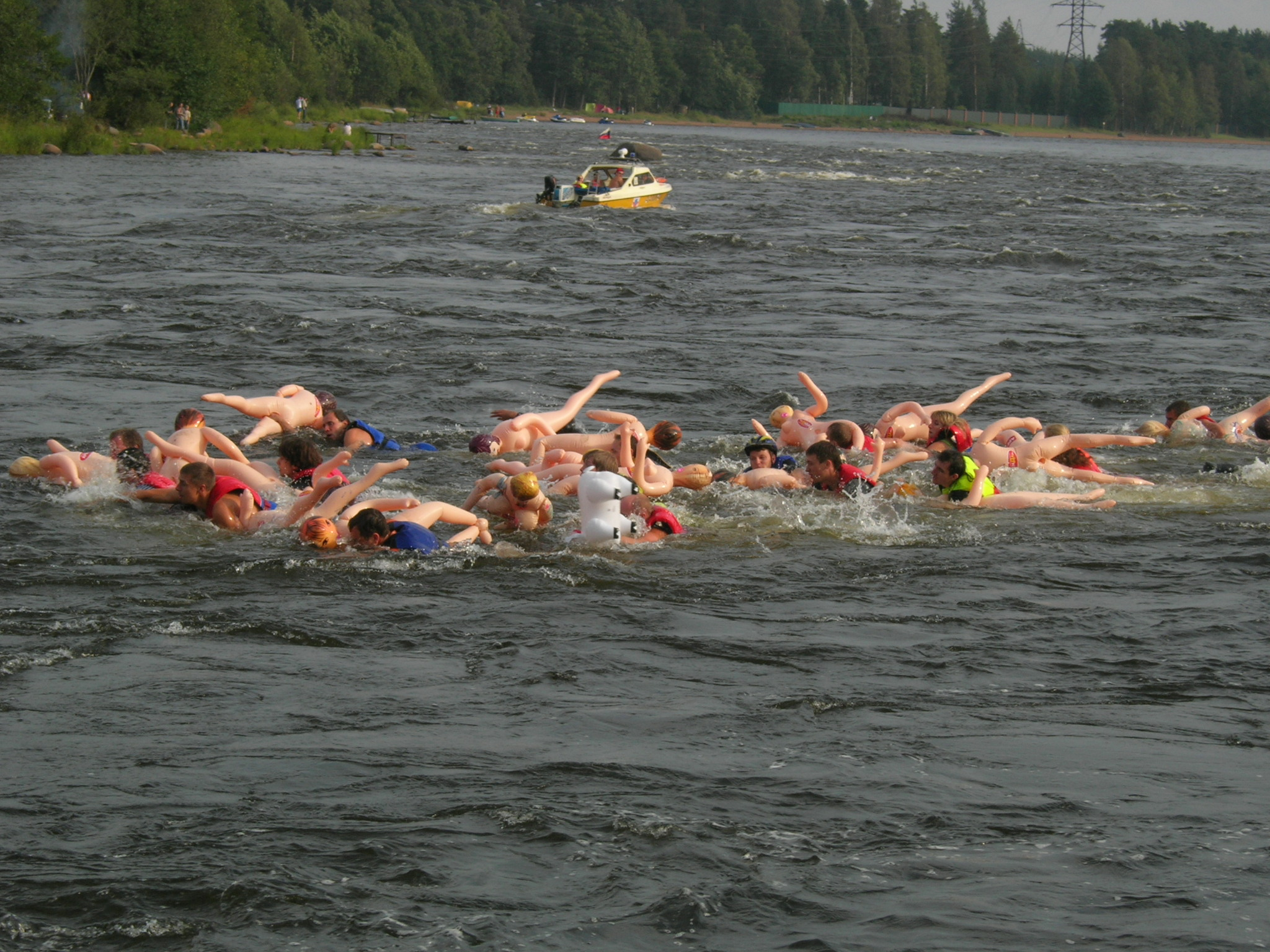
Участники сплава с надувными секс-куклами

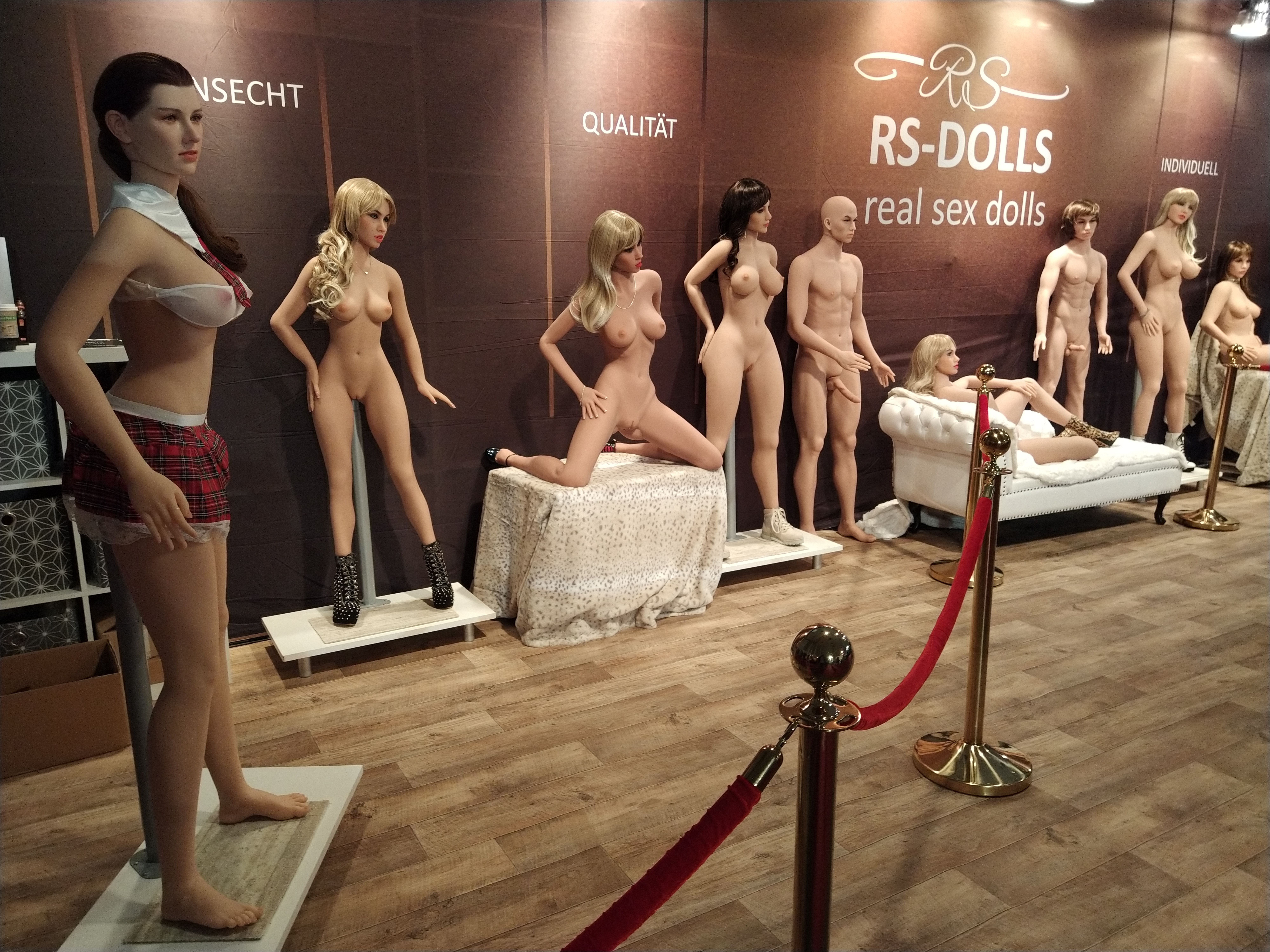
Экспонаты на выставке секс-кукол в Берлине, 2019 г.

В мюзикле «Пророк» один из номеров включает в себя танго с надувными куклами.
С 2003 года в поселке Лосево (Ленинградская область) проводятся ежегодные соревнования «Bubble Baba Challenge» (Вызов надувной малышке) — сплав по порогам на надувных секс-куклах. В 2003 году в соревнованиях участвовали 60 человек, а в 2007 участвовавших было 326. Соревнующиеся сплавляются группами, задача каждого участника — прибыть в место финиша на берегу реки, не потеряв по пути куклу. Сложность заключается в сильном течении, которое может помешать участнику достичь берега в нужном месте и унести его в Суходольское озеро, расположенное ниже по течению. Также дополнительную трудность вызывает запрет на какое-либо крепление куклы на себе, её приходится держать рукой. После нескольких отборочных туров проводят финальный заплыв, который определяет победителей. Заявленная организаторами цель мероприятия:

Пропаганда здорового и спортивного образа жизни и популяризация тезиса о том, что «резиновая женщина — это не более чем средство передвижения»
В 2016 году впервые был открыт публичный дом с реалистичными секс-куклами вместо проституток в Барселоне (Испания). В 2018 году, после открытия подобного заведения во Франции, против него выступили феминистки, которые заступились за кукол, так как те якобы «…не могут оказать сопротивление… …с ними можно делать абсолютно всё, что хочешь…». Имеются такие публичные дома и в ряде других стран, так по состоянию на 2018 год в Германии, Италии, России, Финляндии, Японии.
По мере распространения и становления более доступным для приобретения секс-кукол и разработкой секс-роботов они уже начинают рассматриваться не как простые секс-игрушки: возникают проблемы этического, социального, сексуального, психологического, юридического характера, по данным вопросам начинают проводиться научные исследования.
Кроме людей, секс-куклы выпускаются и для домашних питомцев.

## История появления
Прототипы секс-кукол появились ещё в XV веке. Это были набитые соломой фигуры из ткани или кожи. Они предназначались для сексуальной тренировки мальчиков, а также для моряков в длительных плаваниях. Их называли «дамами для путешествия» (dame de voyagе).
Одно из первых упоминаний о секс-куклах в научной литературе датируется 1908 годом: в книге «Половая жизнь нашего времени» немецкий сексолог Иван Блох писал о манекенах в каталоге производителей «парижских резиновых изделий».
Встречается недоказанное утверждение, что первые секс-куклы в современном виде планировалось массово производить в Третьем Рейхе, по личному приказу Адольфа Гитлера — секс-куклы должны были снижать напряжение солдат, а также предотвратить акты изнасилования солдатами Вермахта и остановить смешение рас, но производство не было налажено, так как завод, на котором планировалось производить секс-куклы, был уничтожен бомбардировками союзников.
Первые секс-куклы современного образца появились в 1950-х годах в Германии, их прообразом стала Лилли — героиня комиксов газеты Bild.
Современным развитием секс-кукол являются секс-роботы, такие как Roxxxy, которые обладают искусственным интеллектом, что позволяет им взаимодействовать с пользователями.